# Alfred Bjure
Johan Alfred Bjure, född 6 oktober 1888 i Möklinta församling, Västmanlands län, död 14 februari 1981 i  Uppsala domkyrkoförsamling, Uppsala, var en svensk läkare.
Bjure blev medicine doktor 1925 och docent i praktisk medicin vid Uppsala universitet samma år, och förordnades att upprätthålla undervisningen vid professuren i pediatrik och praktisk medicin under kortare perioder 1918-25. Bjure blev 1921 intendent och överläkare vid Medevi brunn 1921, och innehade från 1922 samma befattningen vid Sätra brunn. 1927 utnämndes han till överläkare vid Västerås lasaretts medicinska avdelning, en tjänst han innehade fram till 1953. 1935-52 var han även styresman vid Västerås lasarett. Från 1954 var han praktiserande läkare i Uppsala.